# Charles E. M. Pearce

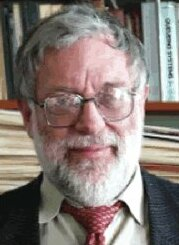
Charles E. M. Pearce

Charles Edward Miller Pearce (* 29. März 1940 in Wellington; † 8. Juni 2012 im Westland-Nationalpark) war ein neuseeländischer Mathematiker.
Pearce studierte Mathematik und Physik an der Victoria University of Wellington mit dem Master-Abschluss 1962 und wurde 1965 an der Australian National University (ANU) bei Pat Moran promoviert (Moving average processes in queueing theory). Danach war er Lecturer an der ANU, Gastprofessor an der University of Queensland, an der Universität Rennes 1 und an Lecturer der University of Sheffield (1966 bis 1968) und war ab 1968 an der University of Adelaide, an der er 1971 Senior Lecturer, 1982 Reader und 2003 Professor wurde. Er starb bei einem Autounfall nahe dem Fox-Gletscher (sein Auto, in dem er alleine saß (Zeugen gab es nicht), kollidierte nachts mit einer Brückenauffahrt und stürzte in den Manakaiua River).
Er erhielt 2001 die ANZIAM Medal (ANZIAM steht für Australia and New Zealand Industrial and Applied Mathematics), bei deren Gründung er eine wichtige Rolle spielte und 2007 den Potts Award der Australian Society for Operations Research für Forschungen in angewandter Mathematik und Operations Research und war Fellow der New Zealand Mathematical Society und der Australian Mathematical Society. Pearce befasste sich mit konvexer Analysis (Veröffentlichung einer Monographie über die Hermite-Hadamard-Ungleichung), Optimierung und stochastischer Modellierung physikalischer und biologischer Prozesse (zum Beispiel Verkehrsströme, Telekommunikation, Stadtplanung, Warteschlangentheorie).
Er war Gründungsherausgeber des Australian and New Zealand Journal of Industrial and Applied Mathematics (ANZIAM Journal).

## Schriften
- mit F. M. Pearce:  Oceanic Migration: Paths, Sequence, Timing and Range of Prehistoric Migration in the Pacific and Indian Oceans, Springer 2010
- mit Mark D. McDonnell, Nigel G. Stocks, Derek Abbott: Stochastic Resonance, Cambridge University Press, 2008
- mit Sever S. Dragomir: Selected Topics on Hermite-Hadamard Inequalities and Applications, RGMIA Monographs, Victoria University, 2000.
- mit Emma Hunt (Hrsg.):  Optimization: Structure and Applications, Springer, 2009.